# Duško Mrduljaš
Duško Mrduljaš (født 17. juli 1951 i Split, Jugoslavien) er en kroatisk tidligere roer.
Mrduljaš var en del af den jugoslaviske toer med styrmand, der vandt bronze ved OL 1980 i Moskva. Bådens øvrige besætning var Zlatko Celent og styrmand Josip Reić. I finalen blev jugoslavernes båd besejret af Østtyskland, der vandt guld, og af Sovjetunionen, der fik sølv. Han deltog også ved OL 1972 i München og OL 1976 i Montreal, begge gange i disciplinen toer uden styrmand.

## OL-medaljer
- 1980:  Bronze i toer med styrmand